# Moschoneura pinthous methymna
Moschoneura pinthous methymna é uma subespécie de Moschoneura pinthous, uma borboleta neotropical da família dos pierídeos (Pieridae), subfamília dos dismorfiíneos (Dismorphiinae). É endêmica do Brasil e foi registrada nos estados da Bahia, Espírito Santo (Santa Teresa), Minas Gerais (Raul Soares) e Rio de Janeiro (Petrópolis, Teresópolis, Duque de Caxias e Magé). Seu habitat engloba lugares úmidos dentro do bioma da Mata Atlântica, entre o nível do mar e 1 100 metros de altitude, sempre ao longo de pequenos córregos nas encostas das serras. Está presente em três áreas protegidas, ou seja, o Parque Nacional da Serra dos Órgãos (RJ), a Estação Biológica de Santa Luzia (ES) e a Reserva Biológica Augusto Ruschi (ES). Pela falta de defesas naturais, comumente mimetiza espécies de Ithomiini (da família dos ninfalídeos). Não há dimorfismo sexual. Sua situação é vulnerável devido à perda de habitat e desmatamento. Foi listada, em 2005, como vulnerável na Lista de Espécies da Fauna Ameaçadas do Espírito Santo; em 2014, como criticamente em perigo na Portaria MMA N.º 444 de 17 de dezembro de 2014; e em 2018, como criticamente em perigo no Livro Vermelho da Fauna Brasileira Ameaçada de Extinção do Instituto Chico Mendes de Conservação da Biodiversidade (ICMBio).